# El camino hacia la muerte del viejo Reales
 El camino hacia la muerte del viejo Reales és una pel·lícula documental de l'Argentina filmada en blanc i negre dirigida per Gerardo Vallejo segons el seu propi guió escrit en col·laboració amb Pino Solanas i Octavio Getino que va ser produïda entre 1968 i 1971 i es va estrenar el 10 d'abril de 1974.
Apareixen en el film Gerardo Ramón Reales i els seus fills Ángel, Mariano i Pibe, així com les seves famílies i amics i veïns de les localitats d'Acheral, Santa Lucía, Caspichango i Famaillá.
El film està acompanyat per dos annexos, un amb dades i imatges de la província de Tucumán i un altre amb una crònica de la lluita dels pagesos del lloc.

## Sinopsi
La vida als enginys tucumans a través del relat d'un pagès tucumano i els seus tres fills.

## Comentaris
Riz va dir a Mayoría de la pel·lícula que:
| « | ”Serà del grat de les elits polititzades que necessiten per al seu gust estètic del retorçament i de l'argumentació..” | » |

Noticias va escriure:
| « | ”No és un film-assaig…la reconstrucció d'un procés ni la simple història filmada d'un home…Cerca còmplices en una tasca col·lectiva, no espectadors simplement emocionats.” | » |

Manrupe i Portela escriuen:
| « | ”Dins dels millor del cinema testimonial…mescla el documental i la ficció i utilitza els mateixos personatges d'un curtmetratge seu, anomenat Las cosas ciertas.” | » |